# Papa Valentin
Papa Valentin (n. 780 d.Hr., Roma, Statele Papale – d. 10 octombrie 827 d.Hr., Roma, Statele Papale) a fost Papă al Romei timp de 30 sau 40 de zile până la moartea sa din octombrie 827. Înainte de a fi ales ca papă, Papa Valentin  a fost remarcat de Papa Pascal I (817 - 824) pentru moralitatea sa excepțională. 